# ボリス・ベルキン
ボリス・ダヴィドヴィチ・ベルキン（Boris Davidovich Belkin; ロシア語: Борис Давидович Белкин、1948年1月26日 – ）はロシア出身のヴァイオリニスト。

## 経歴
1948年、スヴェルドロフスク(現在のエカテリンブルク)生まれ。6歳でヴァイオリンの学習を始め才能を発揮し、神童として知られるようになる。7歳でキリル・コンドラシンの指揮のもと、モスクワ音楽院において最初の公開演奏を行なう。さしあたってモスクワ音楽院中央音楽学校においてユーリ・ヤンケレヴィチに、その後はフェリクス・アンドリエフスキーに師事した。早くも在学中にソ連各地で国内の主要なオーケストラと共演し、1973年にはエレバンで開催された「全ソ連ヴァイオリンコンクール」で首位になっている。
1974年に西側に亡命し、それ以降はボストン交響楽団やクリーヴランド管弦楽団、ロサンジェルス・フィルハーモニック、フィラデルフィア管弦楽団、ピッツバーグ交響楽団、モントリオール交響楽団、ベルリン・フィルハーモニー管弦楽団、バイエルン放送交響楽団、イスラエル・フィルハーモニー管弦楽団などの主要なオーケストラと、世界各地で共演してきた。
ジャン・シベリウスの伝記映画でウラディーミル・アシュケナージの指揮によりスウェーデン放送交響楽団と共演して《協奏曲》を演奏したほか、レナード・バーンスタイン指揮ニューヨーク・フィルハーモニックとは、チャイコフスキーの《協奏曲》を演奏してテレビ放映された。同じくバーンスタインの指揮により、フランス国立管弦楽団とラヴェルの《ツィガーヌ》の演奏や、ベルナルト・ハイティンクの指揮とロイヤル・コンセルトヘボウ管弦楽団とのパガニーニの《協奏曲第1番》も放映されている。
このほかにこれまで共演してきた指揮者に、ズービン・メータやロリン・マゼール、リッカルド・ムーティ、小澤征爾、広上淳一、クルト・ザンデルリング、ユーリ・テミルカーノフ、ウラジミール・フェドセーエフ、ユーリ・アーロノヴィチ、クリストフ・フォン・ドホナーニ、シャルル・デュトワ、ギュンター・ヘルビヒ、クラウス・テンシュテット、サイモン・ラトル、パーヴォ・ベルグルンド、エドゥアルド・マータ、チャールズ・グローヴズ、エーリヒ・ラインスドルフ、ウィリアム・スタインバーグ、フランツ・ウェルザー＝メスト、マイケル・スターンなど。
1997年にはアイザック・スターンに招かれて宮崎国際音楽祭で共演した。室内楽奏者としては、同じ旧ソ連出身者のユーリ・バシュメットやミッシャ・マイスキーらと共演している。
1987年よりシエーナのキジアーナ音楽院においてマスタークラスを主宰している。